# Euploea westwoodii
Euploea westwoodii är en fjärilsart som beskrevs av Moore 1883. Euploea westwoodii ingår i släktet Euploea och familjen praktfjärilar. Inga underarter finns listade i Catalogue of Life.